# Shoshana Bean
Shoshana Elise Bean (Olympia, 1 de setembro de 1977) é uma cantora, compositora e atriz norte-americana.